# تيرو آبي
تيرو آبي (باليابانية:安部 輝雄) هو لاعب كرة قدم ياباني دولي سابق كان يلعب كمدافع.

## روابط خارجية
- تيرو آبي على موقع ناشيونال فوتبول تيمز (الإنجليزية)